# Bonnay (Somme)
Bonnay és un municipi francès situat al departament del Somme i a la regió dels Alts de França. L'any 2007 tenia 258 habitants.

## Demografia

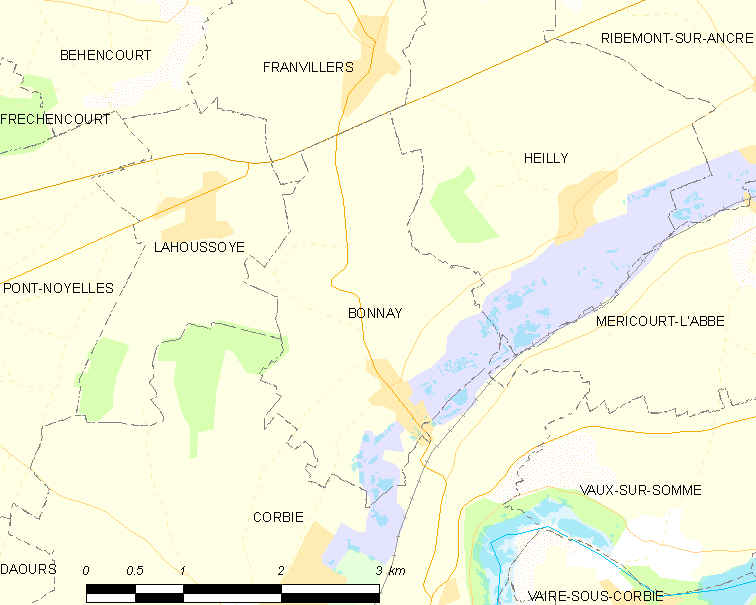
municipi

### Població
El 2007 la població de fet de Bonnay era de 258 persones. Hi havia 101 famílies de les quals 17 eren unipersonals (17 dones vivint soles i 17 dones vivint soles), 46 parelles sense fills i 38 parelles amb fills.
La població ha evolucionat segons el següent gràfic:

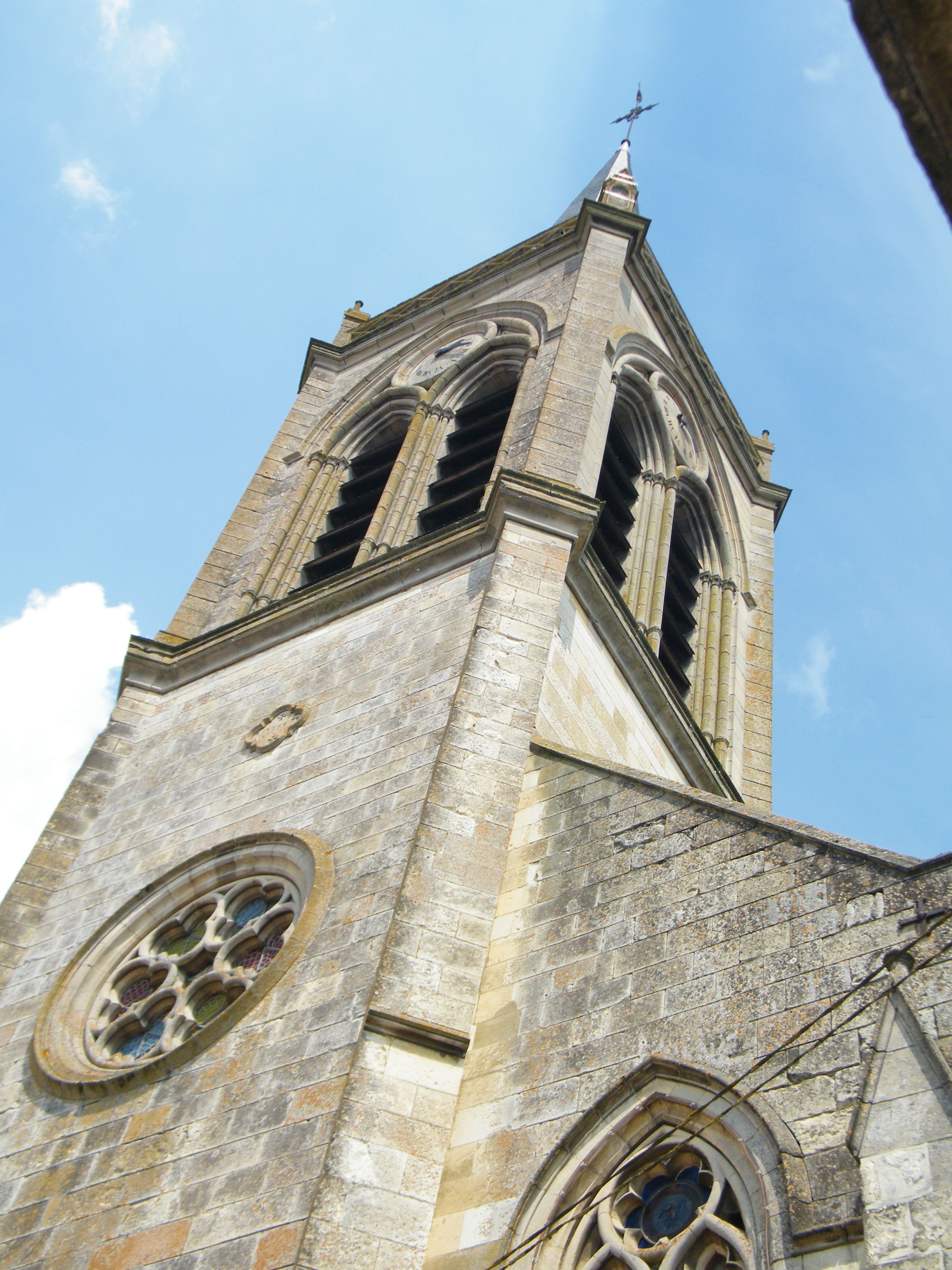
església

Habitants censats

### Habitatges
El 2007 hi havia 113 habitatges, 108 eren l'habitatge principal de la família, 3 eren segones residències i 1 estava desocupat. Tots els 113 habitatges eren cases. Dels 108 habitatges principals, 88 estaven ocupats pels seus propietaris, 18 estaven llogats i ocupats pels llogaters i 2 estaven cedits a títol gratuït; 6 tenien dues cambres, 22 en tenien tres, 35 en tenien quatre i 45 en tenien cinc o més. 80 habitatges disposaven pel capbaix d'una plaça de pàrquing. A 36 habitatges hi havia un automòbil i a 60 n'hi havia dos o més.

### Piràmide de població

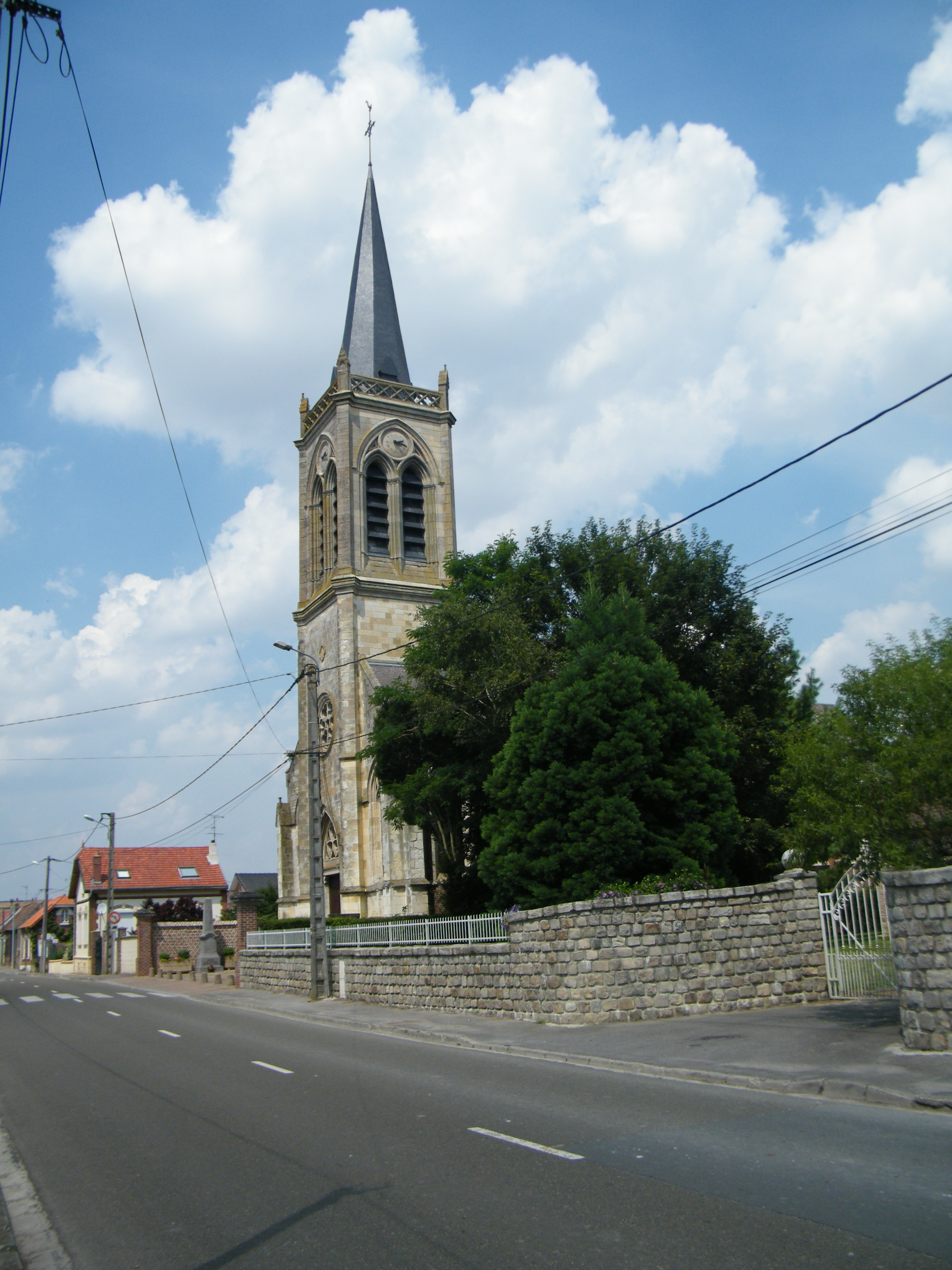

La piràmide de població per edats i sexe el 2009 era:
| Homes | Edats   | Dones |
| ----- | ------- | ----- |
| 0     | 95 o +  | 0     |
| 0     | 90 a 94 | 0     |
| 0     | 85 a 89 | 4     |
| 4     | 80 a 84 | 0     |
| 0     | 75 a 79 | 4     |
| 4     | 70 a 74 | 8     |
| 8     | 65 a 69 | 12    |
| 4     | 60 a 64 | 4     |
| 4     | 55 a 59 | 0     |
| 4     | 50 a 54 | 0     |
| 12    | 45 a 49 | 20    |
| 12    | 40 a 44 | 12    |
| 8     | 35 a 39 | 4     |
| 12    | 30 a 34 | 4     |
| 16    | 25 a 29 | 12    |
| 8     | 20 a 24 | 8     |
| 8     | 15 a 19 | 12    |
| 16    | 10 a 14 | 0     |
| 4     | 5 a 9   | 4     |
| 4     | 0 a 4   | 12    |

## Economia

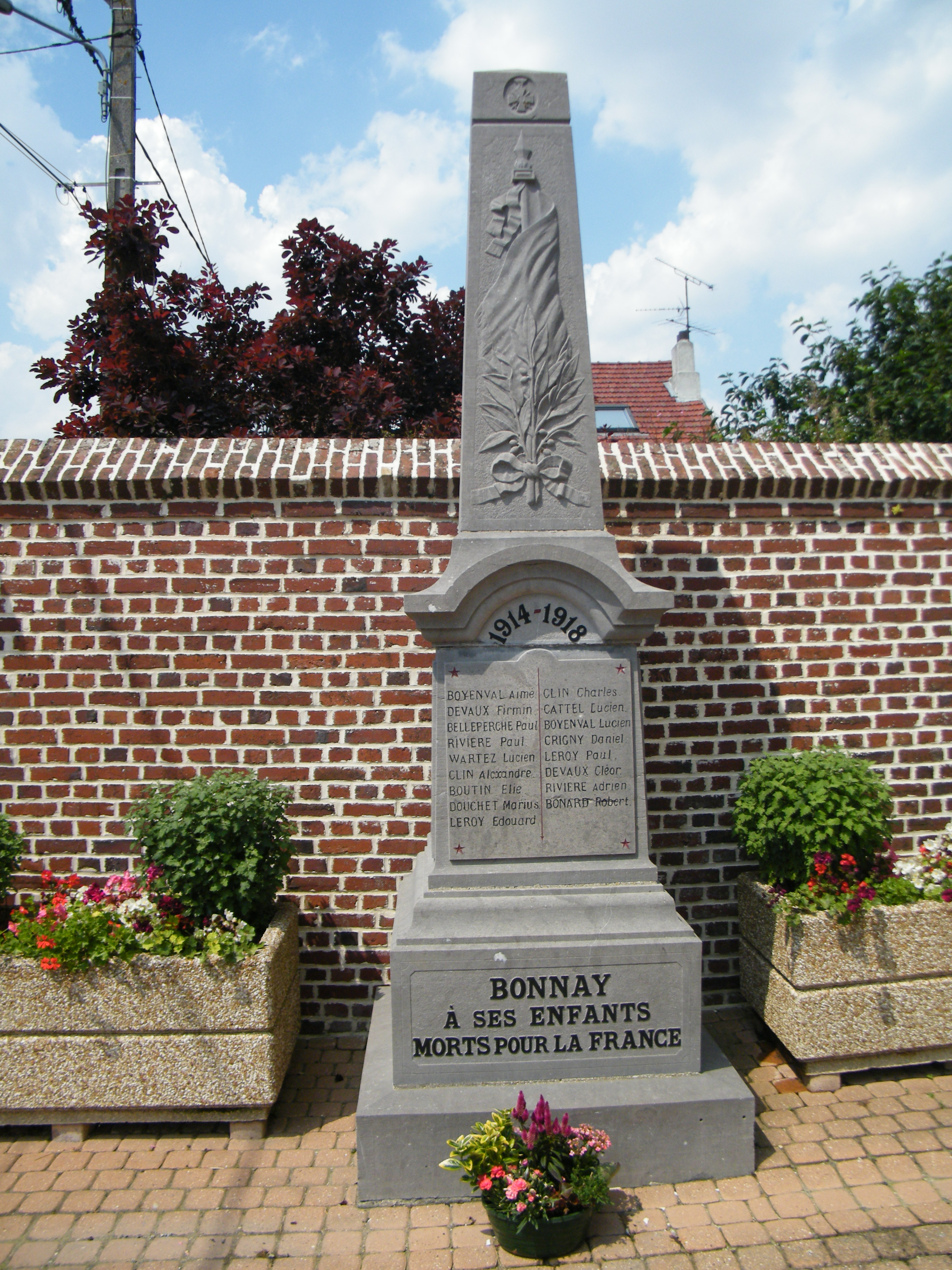

El 2007 la població en edat de treballar era de 175 persones, 136 eren actives i 39 eren inactives. De les 136 persones actives 118 estaven ocupades (65 homes i 53 dones) i 18 estaven aturades (11 homes i 7 dones). De les 39 persones inactives 20 estaven jubilades, 11 estaven estudiant i 8 estaven classificades com a «altres inactius».

### Ingressos
El 2009 a Bonnay hi havia 102 unitats fiscals que integraven 249 persones, la mediana anual d'ingressos fiscals per persona era de 17.993 €.

### Activitats econòmiques
Dels 5 establiments que hi havia el 2007, 1 era d'una empresa de construcció, 2 d'empreses de comerç i reparació d'automòbils, 1 d'una empresa d'hostatgeria i restauració i 1 d'una empresa immobiliària.
Dels 2 establiments de servei als particulars que hi havia el 2009, 1 era una fusteria i 1 restaurant.
L'únic establiment comercial que hi havia el 2009 era una adrogueria.

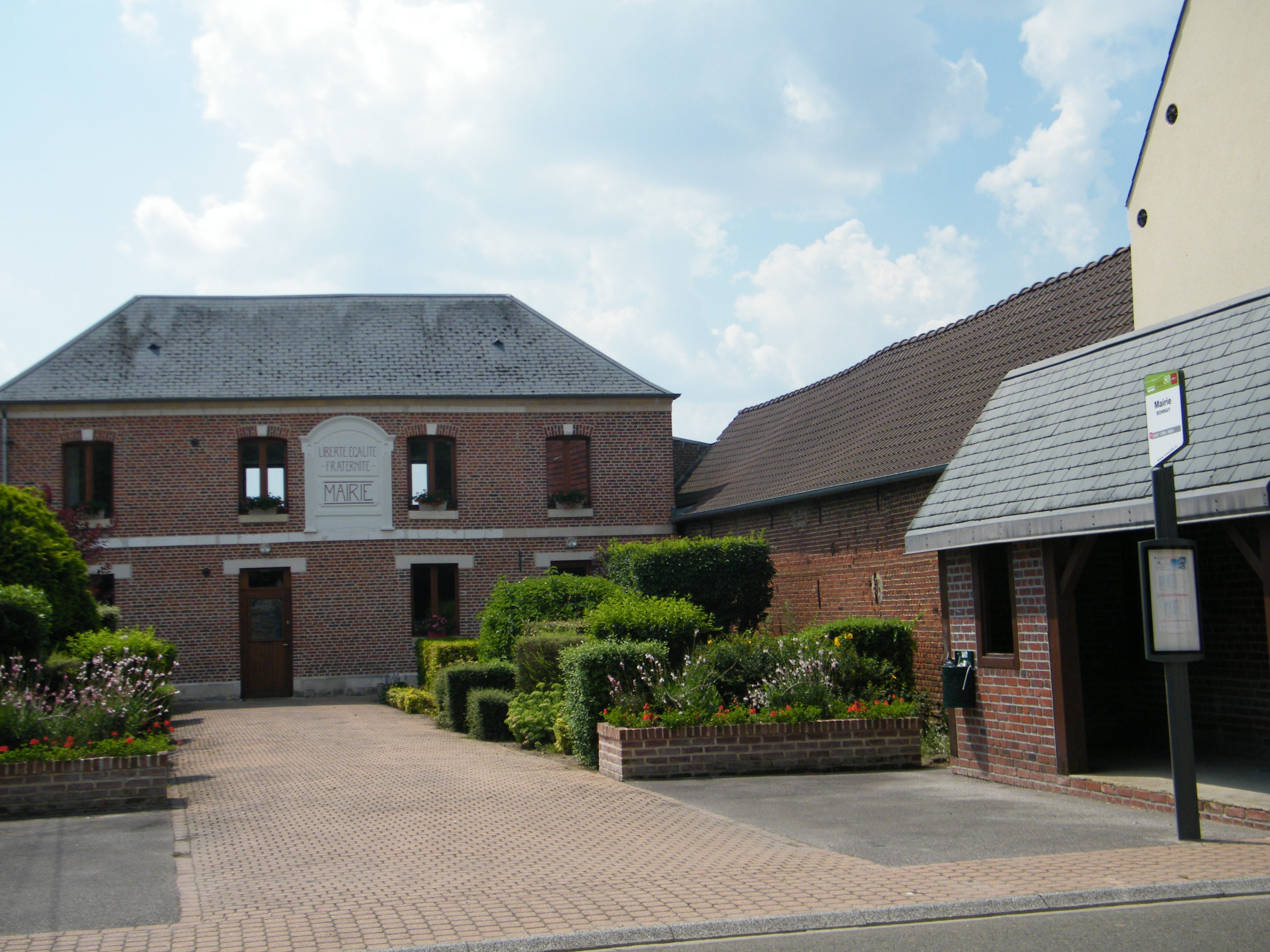

L'any 2000 a Bonnay hi havia 6 explotacions agrícoles.

## Equipaments sanitaris i escolars
El 2009 hi havia una escola elemental integrada dins d'un grup escolar amb les comunes properes formant una escola dispersa.

## Poblacions properes

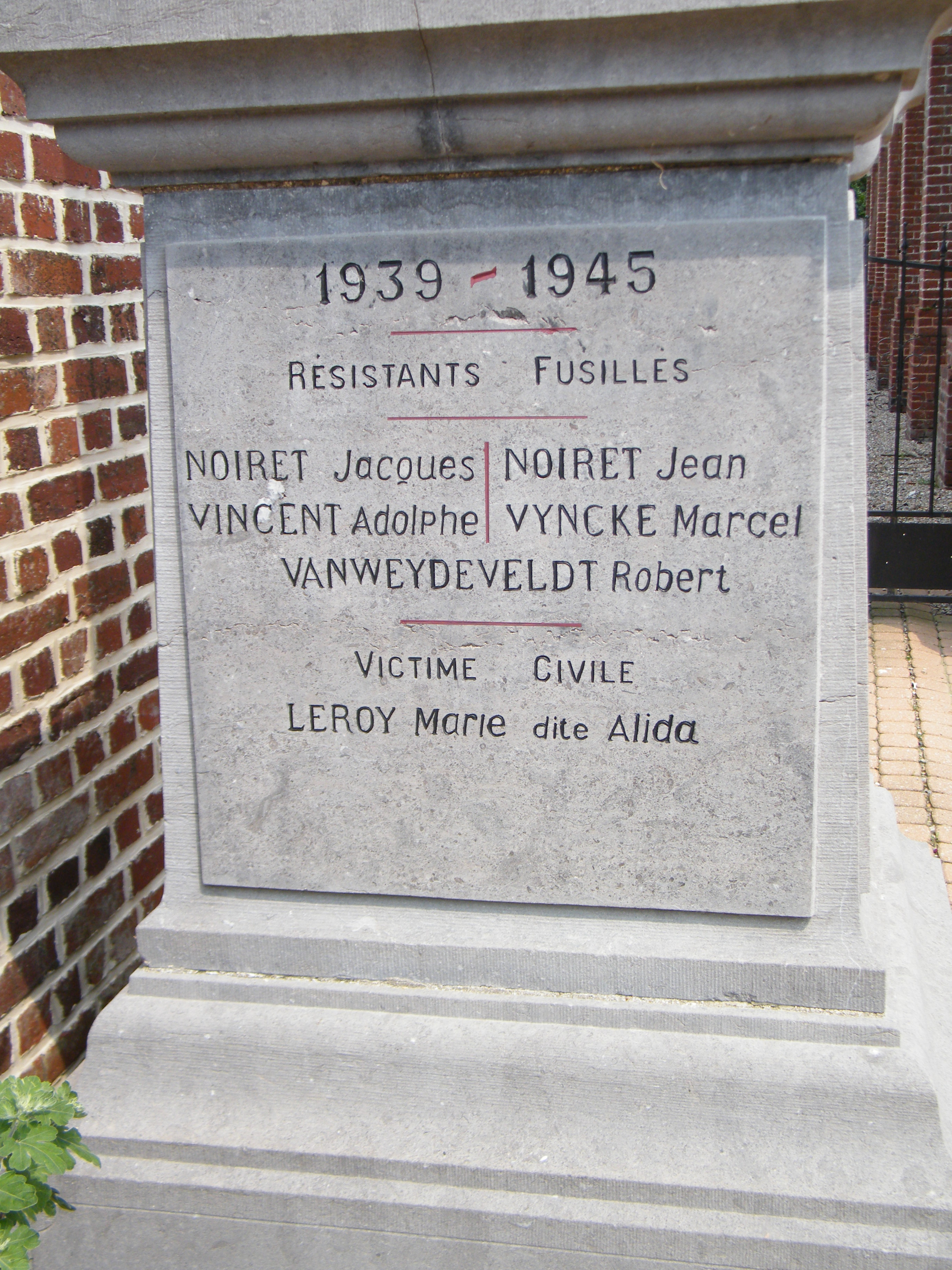

El següent diagrama mostra les poblacions més properes.